# Aire d'attraction de Mazères
L'aire d'attraction de Mazères est un zonage d'étude défini par l'Insee pour caractériser l’influence de la commune de Mazères sur les communes environnantes.

## Définition
L’aire d’attraction d'une ville est composée d’un pôle, défini à partir de critères de population et d’emploi ainsi que d’une couronne constituée des communes dont au moins 15 % des actifs travaillent dans le pôle. Le pôle d’attraction constitue ainsi un point de convergence des déplacements domicile-travail,.

## Type et composition
L’aire d'attraction de Mazères est une aire inter-départementale qui comporte 2 communes : 1 situées en Ariège et 1 dans l'Aude (Molandier).
Elle est catégorisée dans les aires de moins de 50 000 habitants, une catégorie qui regroupe 16,6 % de la population d'Occitanie et 12,2 % au niveau national.

### Carte

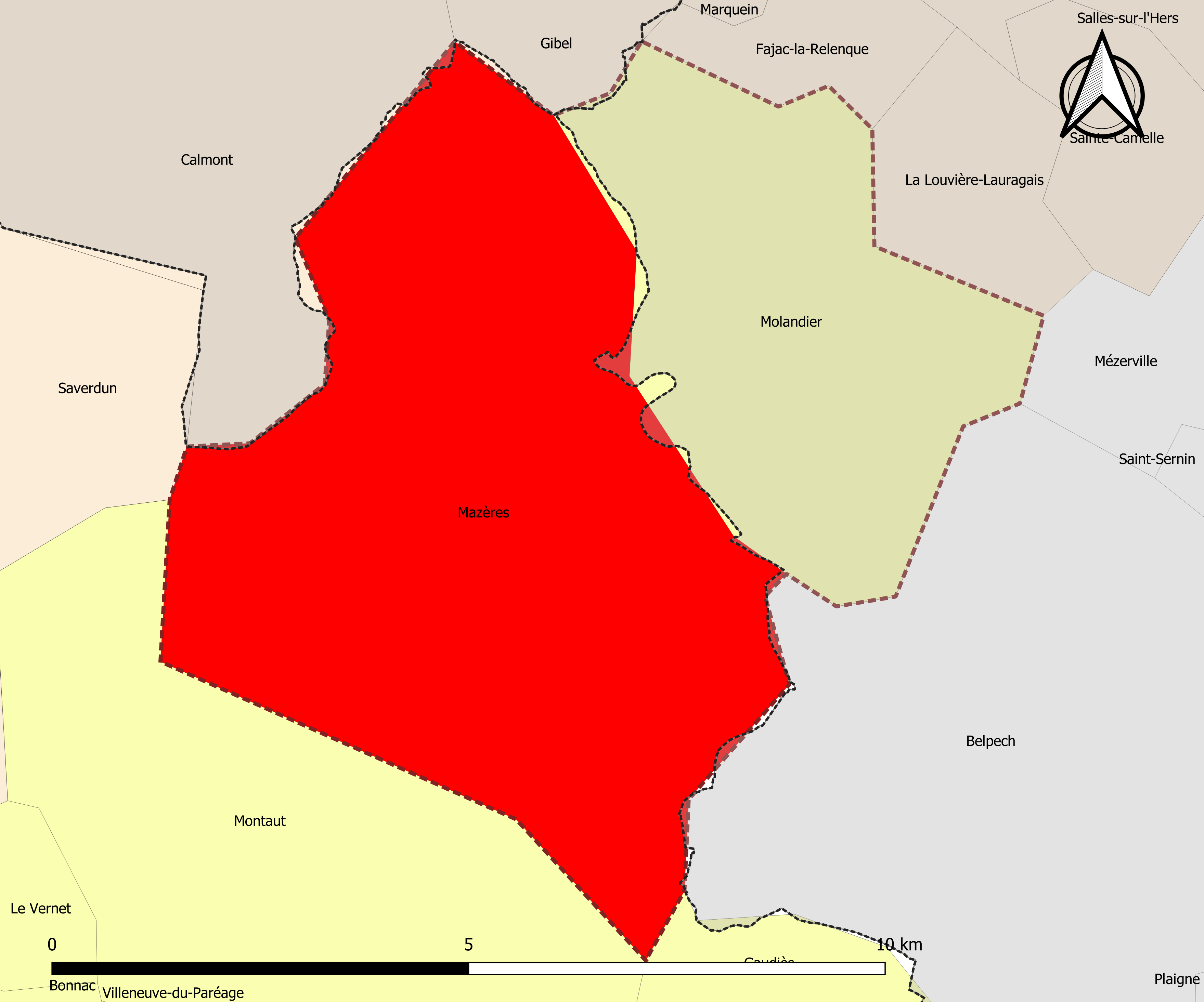
Carte de l'aire d'attraction de Mazères.
Commune-centre
Commune de la couronne

### Composition communale
| Nom                      | Code Insee | Département | Statut                 | Superficie (km2) | Population (dernière pop. légale) | Densité (hab./km2) | Modifier                                    |
| ------------------------ | ---------- | ----------- | ---------------------- | ---------------- | --------------------------------- | ------------------ | ------------------------------------------- |
| Mazères (commune-centre) | 09185      | Ariège      | commune-centre         | 44,04            | 3 866 (2022)                      | 88                 | modifier les données · modifier les données |
| Molandier                | 11236      | Aude        | commune de la couronne | 19,84            | 251 (2022)                        | 13                 | modifier les données · modifier les données |